# فردریک مودین
فردریک مودین (انگلیسی: Fredrik Modin؛ زادهٔ ۸ اکتبر ۱۹۷۴) بازیکن هاکی روی یخ اهل سوئد بود.
وی همچنین برندهٔ جوایزی همچون جام استنلی شده‌است.
از باشگاه‌هایی که در آن بازی کرده‌است می‌توان به تمپا بی لایتنینگ و کلگری فلیمس اشاره کرد.